# کریستین پوگلاخن
کریستین پوگلاخن (به اسپانیایی: Cristian Poglajen) (متولد ۱۴ ژوئیهٔ ۱۹۸۹) بازیکن تیم ملی والیبال مردان آرژانتین است. وی در بازی های المپیک تابستانی ۲۰۱۲ نیز عضو تیم ملی کشورش بود.